# Joop de Kubber

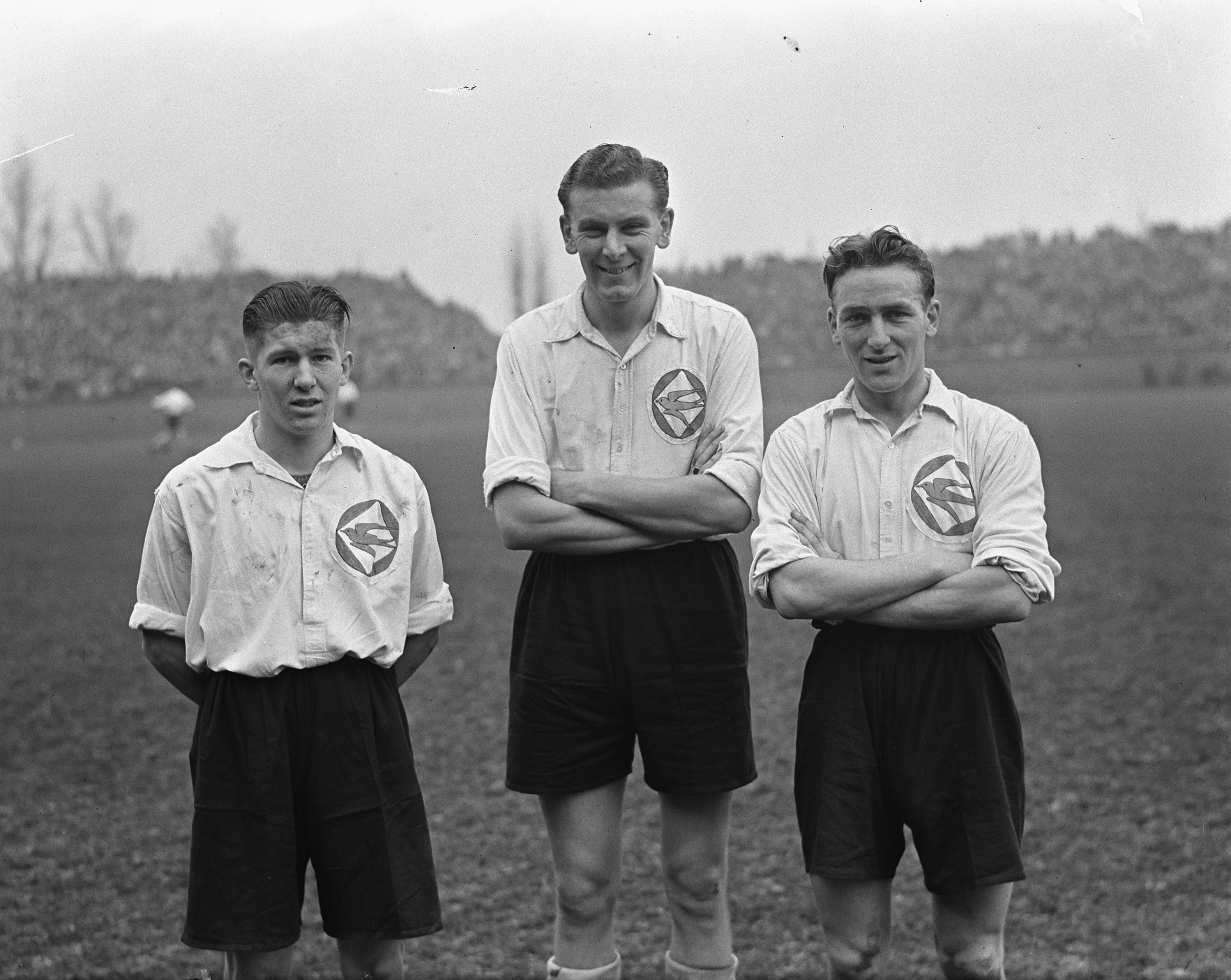
de Kubber (l), mit van Tuyl und Louis Biesbrouck (1949)

Joop de Kubber (* 7. Mai 1928 in Goes; † 10. Juli 2002; auch Jep de Kubber) war ein niederländischer Fußballspieler.
Schon mit 22 Jahren ging de Kubber als Profi in die französische Liga, wo er gemeinsam mit Bertus de Harder bei den Girondins de Bordeaux die linke Seite besetzte. Sechs Jahre später ging der Niederländer zurück in die Heimat, wo mittlerweile ebenfalls der Profifußball eingeführt worden war. De Kubber spielte hier beim Beroeps Voetbalclub Amsterdam, der 1958 mit DWS zu DWS/A fusionierte, für den de Kubber bis 1960 aktiv war.
Seine einzige Berufung für eine niederländische Auswahlmannschaft war sein Mitwirken am Watersnoodwedstrijd, einem Benefizspiel niederländischer Auslandsprofis gegen Frankreich im März 1953 in Paris, bei dem er ebenfalls an der Seite de Harders für die Opfer der Flutkatastrophe von 1953 antrat. Im Jahr 1956 stand die Auswahlkommission des KNVB kurz davor, de Kubber für den technisch weniger versierten „Fußballarbeiter“ Jan Klaassens in die A-Nationalmannschaft zu berufen. Als de Kubber hörte, dass Klaassens ob dieser Entscheidung in Tränen ausgebrochen war, nahm er aus Mitleid mit dem Venloer von einem Einsatz in Oranje Abstand.